# Ludányhalászi

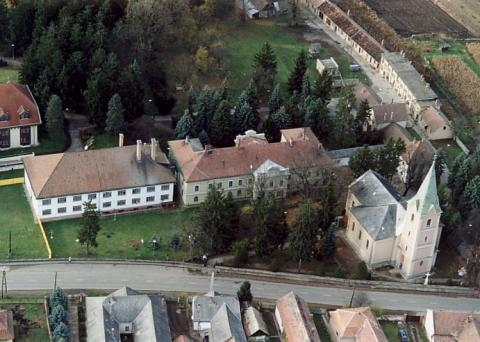
pałac w Ludányhalászi

Ludányhalászi – wieś i gmina w północnej części Węgier, w pobliżu miasta Szécsény. Miejscowość leży na obszarze Średniogórza Północnowęgierskiego, w pobliżu granicy ze Słowacją. Administracyjnie należy do powiatu Szécsény, wchodzącego w skład komitatu Nógrád.
Gmina Ludányhalászi liczy 1589 mieszkańców (2009) i zajmuje obszar 21,2 km².